# San Justo de las Regueras
San Justo de las Regueras es una localidad española, perteneciente al municipio de Villaturiel, en la provincia de León y la comarca de La Sobarriba, en la comunidad autónoma de Castilla y León. Situado en el margen derecho del río Porma, cerca de la confluencia de este con el río Esla. Perteneció a la antigua Hermandad de La Sobarriba.

## Geografía

### Ubicación
| Noroeste: Mancilleros | Norte: Mancilleros | Noreste: Nogales             |
| Oeste: Villadesoto    |                    | Este: Villaverde de Sandoval |
| Suroeste Villarroañe  | Sur: Roderos       | Sureste: Villacelama         |

## Demografía
Evolución de la población
| Gráfica de evolución demográfica de San Justo de las Regueras entre 2000 y 2014 |
|                                                                                 |
| Población de derecho (2000-2014) según el padrón municipal del INE              |